# Angie Johnson
Angela Johnson, coniugata Straub, detta Angie (Preston, 8 dicembre 1952), è un'ex cestista canadese.

## Carriera
Con il Canada ha disputato i Campionati mondiali del 1975 e i Giochi olimpici di Montréal 1976.